# لی هه این (شمشیرباز)
لی هیه-این (انگلیسی: Lee Hye-in؛ زادهٔ ۱۶ ژانویهٔ ۱۹۹۵) شمشیرباز زن اهل کره جنوبی است.
وی در مسابقات کشوری و بین‌المللی در مجموع برندهٔ ۱ مدال نقره شده‌است.